# Светлова, Ксения Игоревна
Ксе́ния И́горевна Светло́ва (ивр. קסניה סבטלובה‎, араб. كسينيا سفتلوفا‎; род. 28 июля 1977, Москва) — израильская русскоязычная журналистка, арабистка, политический деятель, депутат кнессета 20-го созыва от партии «Ха-Тнуа», входящей в блок «Сионистский лагерь». Ксения также является автором Telegram-канала «Восточный Синдром».
Ранее занимала должность корреспондента по арабским вопросам на телеканале «Израиль Плюс». Ксения также является докторантом Еврейского университета в Иерусалиме. В ходе предвыборной кампании 2014 года и на фоне распада партии ха-Тнуа, возглавлявшейся Ципи Ливни, была приглашена присоединиться к создаваемому совместно с левоцентристской партией Труда («Авода») предвыборному блоку «Сионистский лагерь», и в 2015 прошла по его списку в кнессет 20-го созыва.

## Биография
Родилась 28 июля 1977 года в Москве.
Мать Ксении, Светлана Швейцер — инженер-патентовед.
Бабушка по материнской линии, Виктория Моисеевна, семья которой погибла в период Холокоста в Змиёвской балке Ростова-на-Дону, была военным врачом. В 1952 году её уволили по «делу врачей» и угрожали ссылкой в Сибирь. В 1960-х годах возглавляла отделение неврологии в 1-й городской больнице в Москве.
Отец Ксении, Игорь Евгеньевич Светлов (р. 1935) — профессор, доктор искусствоведения, Почётный член Российской академии художеств.
Дед по отцу — Константин Дмитриевич Валериус, организатор металлургического производства в СССР, был арестован как «враг народа» и погиб во время массовых репрессий в СССР в 1938 году. Бабушка — искусствовед Сарра Самуиловна Валериус (урождённая Майзель).
В 1984—1991 годах Ксения училась в средней школе № 77 города Москвы.
В 1991 году, после распада СССР, в возрасте 14 лет, вместе с матерью и бабушкой репатриировалась в Израиль. Жили в Иерусалиме, где Ксения на протяжении трёх лет обучалась в религиозной (в соответствии с еврейскими традициями) школе для девочек «Бат Цион». В дальнейшем, Ксения обучалась в Еврейском университете в Иерусалиме на факультете журналистики, а также арабского языка и Ближнего Востока, где получила первую и вторую академические степени, и там же поступила в аспирантуру. Ксения — обладатель первой и второй академических степеней в области журналистики, а также арабского языка, Исламоведения и Ближнего Востока. В настоящее время является докторантом этого же университета. Тема её диссертации — «Отношение египетской прессы к Израилю в период с 1979-го по 2011-й годы».
Светлова в совершенстве владеет четырьмя языками — ивритом, арабским, русским и английским, а также даёт интервью прессе на каждом из этих языков.

### Журналистская деятельность
Свою деятельность Ксения начала в Институте по исследованию средств массовой информации Ближнего Востока. В 2002 году стала работать корреспондентом и обозревателем по арабским и ближневосточным вопросам на израильском русскоязычном телевизионном 9 Канале. Вела колонку «Арабский мир за неделю» в израильской русскоязычной газете «Новости недели». Пишет для газет The Washington Post, The Jerusalem Post и Га-Арец, была постоянным автором сайта «Би-би-си». Активно сотрудничает с российскими СМИ — печаталась в Slon Magazine, выступала в эфире радиостанции Эхо Москвы.
В сентябре 2010 года по приглашению Новосибирской администрации Ксения принимала участие в Международном молодёжном форуме «Интерра 2010», в рамках которого читала доклад о влиянии блогов и интернета на журналистику и власть.
В качестве специального корреспондента Службы новостей 9-го канала Ксения:
- Освещала Иракскую войну. На её счету репортажи с американского авианосца, из Сирии, Ливии и Малайзии.
- Вела репортажи с похорон убитого премьер-министра Ливана Рафика эль-Харири, что едва не стоило ей жизни, когда её, по её собственным словам[2], чуть не задавили в толпе.
- Освещала процесс реализации Плана одностороннего размежевания непосредственно из ликвидируемых еврейских поселений в секторе Газа .
- Освещала Гражданскую войну в Сирии.
- В 2011 году фактически предсказала приближающееся падение режима Хосни Мубарака.
- Вела прямой эфир с каирской площади Тахрир в те дни, когда там насиловали и убивали западных журналисток[7].
- Освещала Военный переворот в Египте (2013).
- Многократно брала интервью у Ясира Арафата[2], лидера запрещённой в США террористической организации ХАМАС шейха Ахмеда Ясина и главы палестинской автономии Махмуда Аббаса.

В 2004 году получила 1-й приз на Евразийском фестивале «Телефорум» (Москва) за репортаж «Жизнь в пещере».

### Деятельность в качестве востоковеда
Светлова немало пишет на темы, связанные с Ближним Востоком и исламом.
Она освещала многочисленные события Арабской весны и написала об этом ряд публицистических статей.
Посетив Иракский Курдистан, написала о курдском народе и о его связи с Государством Израиль, а также о размытой еврейской идентичности Пророка Йехезкеля и о некоторых темах, связанных с ИГИЛ.

### Политическая деятельность
В январе 2015 года было заявлено о присоединении Ксении к левоцентристскому политическому блоку «Сионистский лагерь», придерживающемуся социал-демократической ориентации. На пресс-конференции, состоявшейся в штабе «Сионистского лагеря» в Тель-Авиве в январе 2015 года, сопредседатель блока Ципи Ливни представила Ксению Светлову как нового кандидата в депутаты на выборах в Кнессет (Ксения находилась на 4-й позиции в списке «Ха-Тнуа»): 
Светлова, с точки зрения Ливни, — само воплощение сионизма, репатриантка, приехавшая в Израиль в возрасте 14 лет и достигшая того, чего достигла и советская алия в целом, «изменив экономику и подняв её на новый уровень».
В списке «Сионистского лагеря» по выборам в кнессет 20-го созыва 2015 года Ксения была 21-й. Блок получил на выборах 24 места, и Ксения прошла в кнессет.
В Кнессете XX созыва Ксения Светлова осуществляет следующую деятельность:
- Член комиссии кнессета по вопросам алии, абсорбции и диаспоры, а также член комиссии кнессета по иностранным делам и безопасности[14].
- Председатель лобби в защиту потребителя; член лобби за справедливые пенсии, а также о религии и государстве, по борьбе с делигитимацией Израиля и по борьбе с расизмом[14].
- Председатель дружественной парламентской эстонско-израильской группы и председатель общества дружбы Израиль — Финляндия[14].

### Законотворческая деятельность
Как депутат Ксения Светлова предложила более 150 законопроектов в областях, связанных с жизнью репатриантов из бывшего СССР, в области отношений религии и государства, а также в области свободы слова и свободы прессы.

### Политические взгляды
Некоторые[кто?] русскоговорящие израильтяне считают, что в своих передачах на телевидении она занимала проарабскую позицию, и в частности, во время Операции «Нерушимая скала» (2014) она «защищала арабскую сторону так яростно, будто является одной из них». Кроме того, ей ставили[кто?] в вину то, что на одной фотографии, опубликованной на сайте 9 канала, она держит портрет Ясира Арафата, и то, что в обсуждении на странице «Еврейского калейдоскопа» (2009) Светлова «фактически озвучивала ложь ООП»..
Отвечая на обвинения, затрагивающие её личную жизнь, Светлова сообщила, что «…не желает „оправдываться перед клеветниками“ и прибегнет к защите закона». 19 февраля 2015 года её адвокат, экс-министр юстиции и внутренних дел Израиля Давид Либаи потребовал удалить сведения, порочащие кандидата в депутаты кнессета: «…в социальной сети… „Facebook“ [имеется] сообщение, согласно которому мой клиент, г-жа Ксения Светлова, якобы перешла в другую веру и вышла замуж за иноверца. Эти утверждения являются ложными и вводящими в заблуждение. Мой клиент не меняла своей религии и не выходила замуж за иноверца». В начале марта адвокат второй стороны Шимон Дискин отправил Д. Либаи ответное письмо, в котором утверждалось, что в письме Либаи содержались «юридически неправильные обвинения» в адрес его клиента, и что он «также просит Светлову не публиковать такого рода заявления, являющиеся, по его мнению, клеветой». О каких-либо дальнейших шагах обеих сторон неизвестно.
12 марта 2015 года Ксения Светлова обратилась в полицию с жалобой на угрозу её жизни: 

«Сегодня на мой домашний телефон, на номер, который засекречен и не появляется ни в одном справочнике, раздался звонок. Примерно в начале двенадцатого. Мужской голос в трубке сказал на иврите: „Умри уже…“ После чего трубку бросили. Звонок был с закрытого номера».— Пресс-служба Сионистского лагеря
По данным сайта IzRus.co.il, жалоба в полицию «была подана спустя несколько часов после публикации пресс-релиза»

Хотя изначально репатриировавшись в Израиль, Ксения была интегрирована в систему государственного религиозного образования в Иерусалиме, где приобщилась к правым взглядам, позднее журналистская деятельность заставила её взглянуть иначе на палестинских и арабских соседей Израиля. С тех пор Светлова верит, что «достижение мира не только необходимо, но и возможно», и считает, что израильтяне и палестинцы «…заинтересованы в разрешении конфликта как никто другой». По словам Светловой, её собственный опыт репатриации в Израиль, наряду с её знакомством с арабским миром, заложили фундамент её мировоззрения в том числе и в вышеупомянутом вопросе.
Среди русскоговорящих депутатов кнессета, выходцев из бывшего СССР, Ксения занимает особое место благодаря её деятельности, направленной на достижение равноправия и борьбу против расизма. Так, 8 июня 2016 года с трибуны кнессета Светлова рассказала о своём конфликте с министром социального обеспечения Хаимом Кацем по поводу готовящегося закона о пособиях для детей, потерявших обоих родителей в результате терактов. По её словам, она подошла к Кацу с предложением включить в число этих детей и тех, кто приехал в Израиль с одним родителем и остался сиротой после теракта. Однако министр отнесся к её обращению «агрессивно, презрительно, высокомерно и с долей расизма». В результате Светлова подала в комиссию кнессета по этике жалобу на министра за неуважительное и «шовинистское» отношение к себе и к общине, которую она представляет. При этом, Хаим Кац «наотрез отверг обвинения Светловой», назвав их «лживыми», и заявил, что «„готов пойти на детектор лжи“, с тем, чтобы доказать, что он ничего подобного не говорил». Поведение самой Светловой он назвал недостойным депутата кнессета.
В целом взгляды Ксении можно определить как социал-демократические.

### Семья и личная жизнь
Светлова репатриировалась в Израиль вместе с матерью и бабушкой, с которыми проживала в Иерусалиме довольно длительное время после репатриации. Там она получила среднее образование в государственной религиозной школе, и там же начался процесс её знакомства с израильским обществом.
Ксения разведена. У неё дочери-близнецы Дарья и Габриэла, а также любимый человек, Анатолий, специалист в области высоких технологий. Анатолий также является репатриантом из бывшего СССР.
Ксения проживает вместе со своей семьёй в городе Модиин-Маккабим-Реут. Её мать прожила с ней до своей смерти в 2020 году. Любит классическую музыку, а также песни Владимира Высоцкого. О своих увлечениях пишет так:
Я стопроцентная израильтянка, говорю, думаю, пишу и читаю на русском и на иврите. Люблю песни Йехуды Поликера и смотрю в Новый Год «Иронию судьбы». И всё это замечательно сочетается. На ночь читаю дочкам «Мойдодыра» и «А-Мефузар ми Кфар Азар» (вариант на тему «Рассеянный с улицы Бассейной»). Люблю Меира Шалева, Сами Михаэля, Давида Гроссмана, Людмилу Улицкую и Линор Горалик.

## Публикации
- Светлова, Ксения. Внештатный автор Slon на Ближнем Востоке // Slon Magazine.